# Profecía de la estrella de Jacob
La Profecía de la Estrella de Jacob, también conocida como Profecía del Cetro de Jacob, es una composición poética atribuida al profeta Balaam en el Libro de los Números (24:17). Ha sido considerada una de las más antiguas menciones bíblicas del futuro Mesías.

## Contexto
Según el relato del Libro de los Números, Balac, el rey de Moab llamó al profeta o vidente Balaam, hijo de Beor, para que maldijese al pueblo de Israel, acampado en la llanura de Sittim. Se trata de los últimos años de su peregrinación por el Desierto, a punto de ingresar a la Tierra Prometida y en vida de Moisés; las tribus acaban de derrotar a los reyes Sihón de los amorreos y Og de Bashán, por lo cual Balac teme sufrir la misma suerte.
Balaam, quien mora en Pethor de Mesopotamia, se muestra renuente a ir, pero finalmente accede. En el camino le sale al encuentro un ángel con la espada desenvainada, el cual solamente es visible por su burra, que se detiene. Impaciente, el vidente golpea al animal, quien le habla, en este momento se revela la presencia de mensajero divino. El ángel le dice a Balaam que deberá decir solamente aquellas palabras que Dios mismo le inspire.
La narración continúa con la edificación de sendos altares en los montes de Moab, a saber: Baamot Baal, Pisga y Peor. Desde cada uno de ellos Balaam pronuncia sus palabras que son, contra lo esperado por Balac, bendiciones sobre Israel y profecías de su futura grandeza. Se trata de cuatro poemas, los tres primeros en cada una de las cimas, y el último en el mismo monte Peor. A diferencia de los anteriores, éste no está precedido de rituales, sino al final de una escena en la cual Balac se enoja con el profeta y lo despide sin los acostumbrados presentes. Balaam, entonces, señala que él no puede decir otra cosa que las palabras que Dios le ponga en la boca y agrega la última profecía, que por uno de sus versos ha sido llamada: "de la Estrella de Jacob".

## Poema
El texto comienza con una breve introducción y continúa con tres versículos (Núm. 24:17-19), en los cuales describe la aparición de una "estrella" (hebreo:כּוֹכָ֜ב / kōwḵāḇ) procedente de Jacob que parece equivaler, por paralelismo, con el cetro (hebreo: שֵׁ֙בֶט֙ /šêḇeṭ) de Israel, es decir, a un gobernante. Se describe, luego, cómo este personaje destruirá a Moab y a los hijos de Set, así como a Edom y su capital Seír.

Entonces pronunció su profecía y dijo:

“Dice Balaam hijo de Beor,
dice el hombre cuyo ojo es perfecto;
dice el que escucha los dichos de Dios,
el que tiene el conocimiento del Altísimo;
el que ve visión del Todopoderoso,
caído, pero con los ojos abiertos:
“Yo lo veré, pero no ahora;
lo contemplaré, pero no de cerca:
Una estrella saldrá de Jacob,
se levantará un cetro de Israel.
Aplastará las sienes de Moab
y los cráneos de todos los hijos de Set.
También Edom será conquistada;
Seír será conquistada por sus enemigos.
Pero Israel hará proezas;
uno de Jacob dominará
y destruirá a los sobrevivientes

de la ciudad”.
Números 24: 15- 19 (Versión Reina Valera Actualizada 2015)

El texto continúa con profecías acerca de otros pueblos; los amalecitas, los ceneos y los asirios, para culminar con las siguientes palabras:

Saldrán naves de la costa de Quitim, que humillarán a Asiria,

y humillarán a Heber;

pero también él vendrá a destrucción”.
Números 24:24 (Versión Reina Valera Actualizada 2015)

Después de esto, se menciona que "Balaam se levantó y se fue de regreso a su tierra"; más tarde se añade que "murió a espada" a manos de los israelitas en la guerra contra Madián (Números 31:8).